# Нова думка (журнал)
Нова думка перенаправлено сюди. Для інших значень див. Нова думка (значення)
Нова думка — суспільно-політичний, літературно-художній та науковий ілюстрований журнал, орган Союзу русинів і українців Хорватії.
Видається з 1971 року у Вуковарі 4—6 разів на рік накладом до 1 000 примірників. Станом на 2020 рік, вийшло понад 210 чисел. Матеріали друкуються русинською мікромовою та українською, сербською і хорватською мовами. 
Часопис висвітлює громадсько-політичне, господарське й культурне життя русинів та українців на землях колишньої Югославії, зокрема Хорватії, а також у світі. Містить художні твори, етнографічні матеріали, наукові розвідки. Серед авторів — П. Головчук, М. Жирош, Д. Лікар, П. Ляхович, М. Мушинка, А. Балатинац, Л. Гаргай, Б. Денисюк, М. Джуджар, Л. Мудрі, Я. Пушкаш, М. Хома, М. Шанта. Головний редактор: В. Костельник (1971—90), Г. Такач (1990—2000), В. Павлович (з 2001).